# Victor-Lévy Beaulieu
Victor-Lévy Beaulieu (ur. 2 września 1945 w Saint-Paul-de-la-Croix, zm. 8 czerwca 2025 w Trois-Pistoles) – kanadyjski pisarz, dziennikarz i eseista francuskojęzyczny.
Od 1966 do 1976 pracował jako publicysta dla tygodnika Perspectives, jednocześnie pod koniec lat 60. zajął się pisarstwem, tworząc powieści psychologiczne, a także dramaty. W 1969 wydał pierwszą powieść, Mémoires d'outre-tonneau. Jego późniejsze powieści to m.in. Race de monde (1969), Don Quichotte de la Démanche (1974), Monsieur Melville, (t. 1-3 1978-1980) i dylogia L‘héritage (1987-1991), w których poruszał problematykę rodzinną i zagadnienia kreacji twórczej. W 1976 napisał dramat Ma Corriveau. Był również autorem szkiców polemicznych, m.in. Entre la sainteté et le terrorisme (1984) i krytycznych, m.in. Jack Kerouac (1972). Otrzymał wiele nagród literackich.